# Claude Ernest Pert
Claude Ernest Pert, britanski general, * 29. september 1898, † 14. marec 1982.